# Hellenistische Stadt von Trypitos

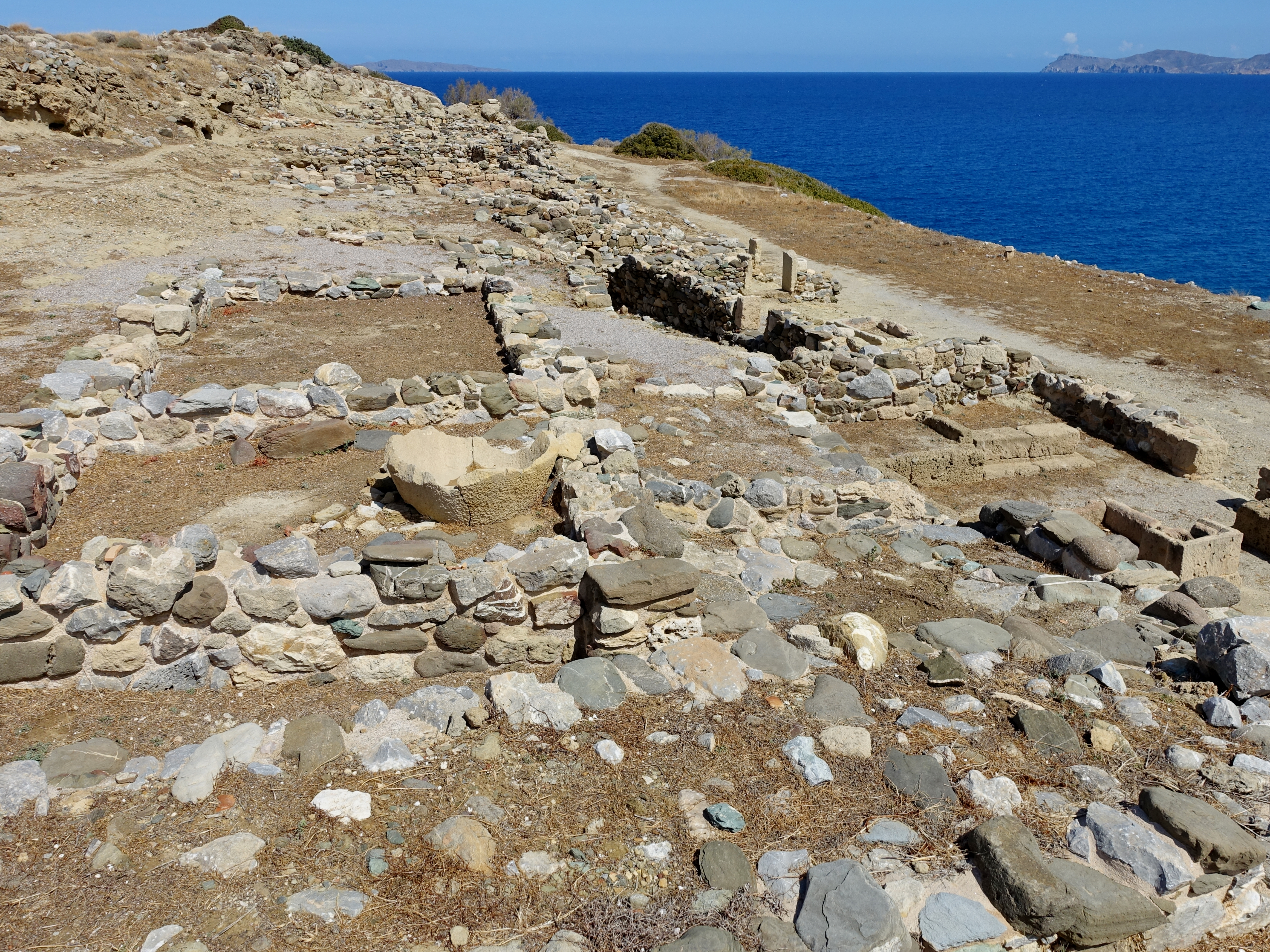
Ausgrabungsstätte der hellenistischen Stadt

Die hellenistische Stadt von Trypitos (neugriechisch Ελληνιστική πόλη του Τρυπητού Ellinistiki poli tou Trypitou) bezeichnet eine archäologische Ausgrabungsstätte im Osten der griechischen Insel Kreta. Sie befindet sich in der Gemeinde Sitia des Regionalbezirks Lasithi, etwa 1,8 Kilometer östlich der Stadt Sitia (Σητεία). Benannt ist die Ausgrabungsstätte nach der kleinen Halbinsel Trypitos, auf der die Überreste der hellenistischen Stadt entdeckt wurden.

## Lage und Geschichte
Die Halbinsel Trypitos liegt an der Südseite der Bucht von Sitia. Sie ragt ungefähr 280 Meter von der Nordküste Kretas ins Ägäische Meer. Ihre schmalste Stelle beträgt etwas über 100 Meter. Der Name der Halbinsel, Trypitos (Τρυπητός ‚Durchlöcherte‘), zuweilen auch Karavopetra (Καραβόπετρα ‚Bootstein‘), ist abgeleitet von einem 30 Meter langen, 5,50 Meter breiten und 5 Meter hohen künstlich geschaffenen Felseinschnitt an der Ostseite der Landzunge. Er diente in hellenistischer Zeit als Werft, in die Boote mittlerer Größe auf einer Rampe mit 15 bis 30 Grad Neigung aus dem Wasser gezogen werden konnten. Einschnitte in der Felsoberfläche weisen auf die frühere Existenz eines hölzernen Bolzens zur Schiffsbefestigung. Die Holzteile des Werftgebäudes sind nicht erhalten.

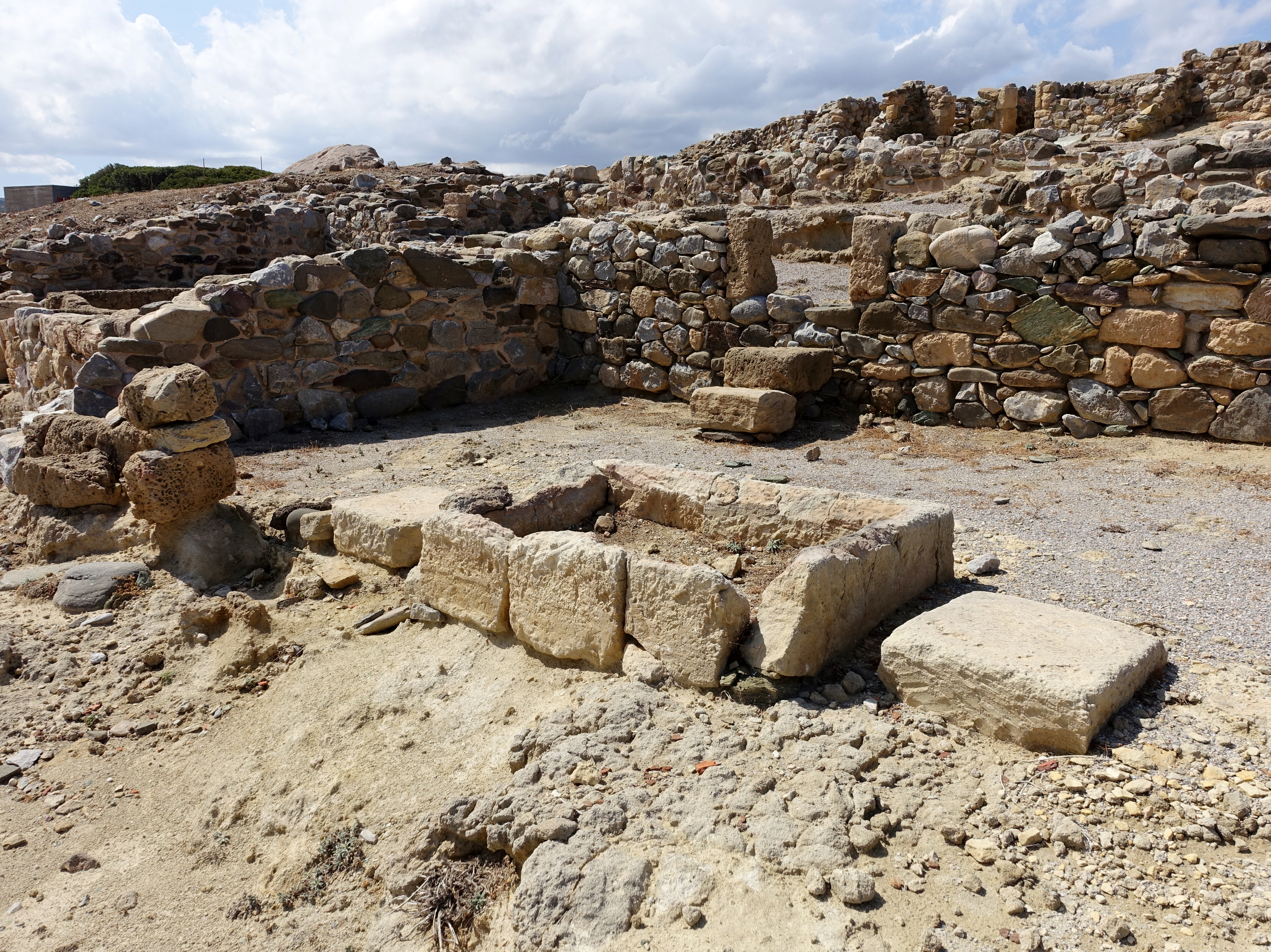
Raum Alpha 8 (Α8)

Aus dem Jahr 1960 ist bekannt, dass bei der Kultivierung der Halbinsel durch den Eigentümer Schäden an den Überresten der hellenistischen Stadt entstanden. Von 1987 bis 1989 und von 1994 bis 1998 erfolgten systematische Ausgrabungen unter der Leitung von Nikos Papadakis von der Ephorie für Prähistorische und Klassische Altertümer, die nach dessen Tod im Jahr 2000 nicht wieder aufgenommen wurden. Bis heute ist die Stadt des Altertums nicht vollständig freigelegt. Sie war auf Terrassen errichtet und erstreckte sich über die gesamte Halbinsel. Im Süden grenzte eine massive 1,80 Meter breite Befestigungsmauer die Siedlung vom Inselinneren ab. Sie zog sich vom Felseinschnitt der Werft bis zur Bucht an der Westseite der Landzunge. Einige Gebäude grenzten nördlich direkt an die Schutzmauer. Nach Norden werden die einzelnen Bauten von drei gepflasterten Straßen unterbrochen. Zwischen ihnen gruppieren sich die einzelnen Häuser zu geschlossenen Gebäudeeinheiten.
Die Häuser der hellenistischen Stadt wurden bei den Ausgrabungen in verschiedene Baugruppen oder Komplexe zusammengefasst, Alpha (Α), Beta 1 (Β1), Beta 2 (Β2), Gamma (Γ), Delta (Δ) und Epsilon (Ε). Die Komplexe Α, Γ und Δ liegen von Ost nach West an der ehemaligen Befestigungsmauer, während sich die Komplexe Β1, Β2 und Ε nördlich an den Komplex Α anschließen. Letztere sind von Süd nach Nord durch die gepflasterten Straßen Alpha (Α), Beta (Β) und Gamma (Γ) voneinander getrennt, die in Ost-West-Richtung verlaufen. Auf Grund der Funde wird die hellenistische Siedlung in die Zeit vom Anfang des 3. Jahrhunderts v. Chr. bis in die Mitte des 2. Jahrhunderts v. Chr. datiert. Sie bestand etwa 75 bis 100 Jahre und wurde nach ihrer Zerstörung nicht wieder besiedelt. Ihr Untergang wird mit der Zerstörung von Praisos durch Hierapytna 146 v. Chr. in Verbindung gebracht. Bei den Ausgrabungen wurden Münzen mit der Aufschrift ΠΟ gefunden, die sonst von kretischen oder ägäischen Fundstätten nicht bekannt sind. Es gibt Vermutungen, dass es sich bei Trypitos um die unabhängige Polis Eteia (Ητεία) wie auch um Polichna oder Polichne (Πολίχνη) gehandelt haben könnte, den bei Herodot erwähnten Hafen von Praisos.

Ausgrabungsstätte
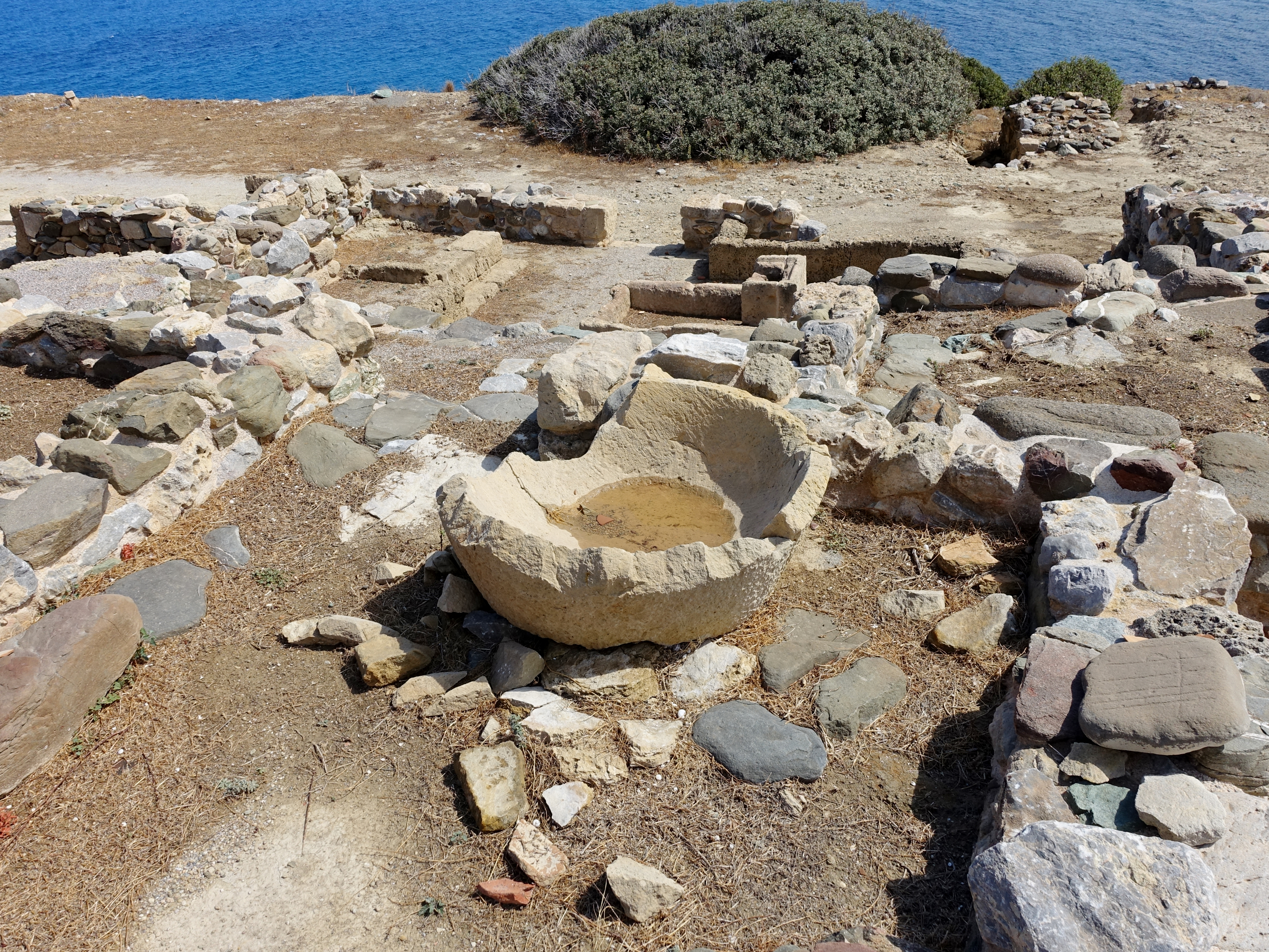
Komplex Alpha (Α)
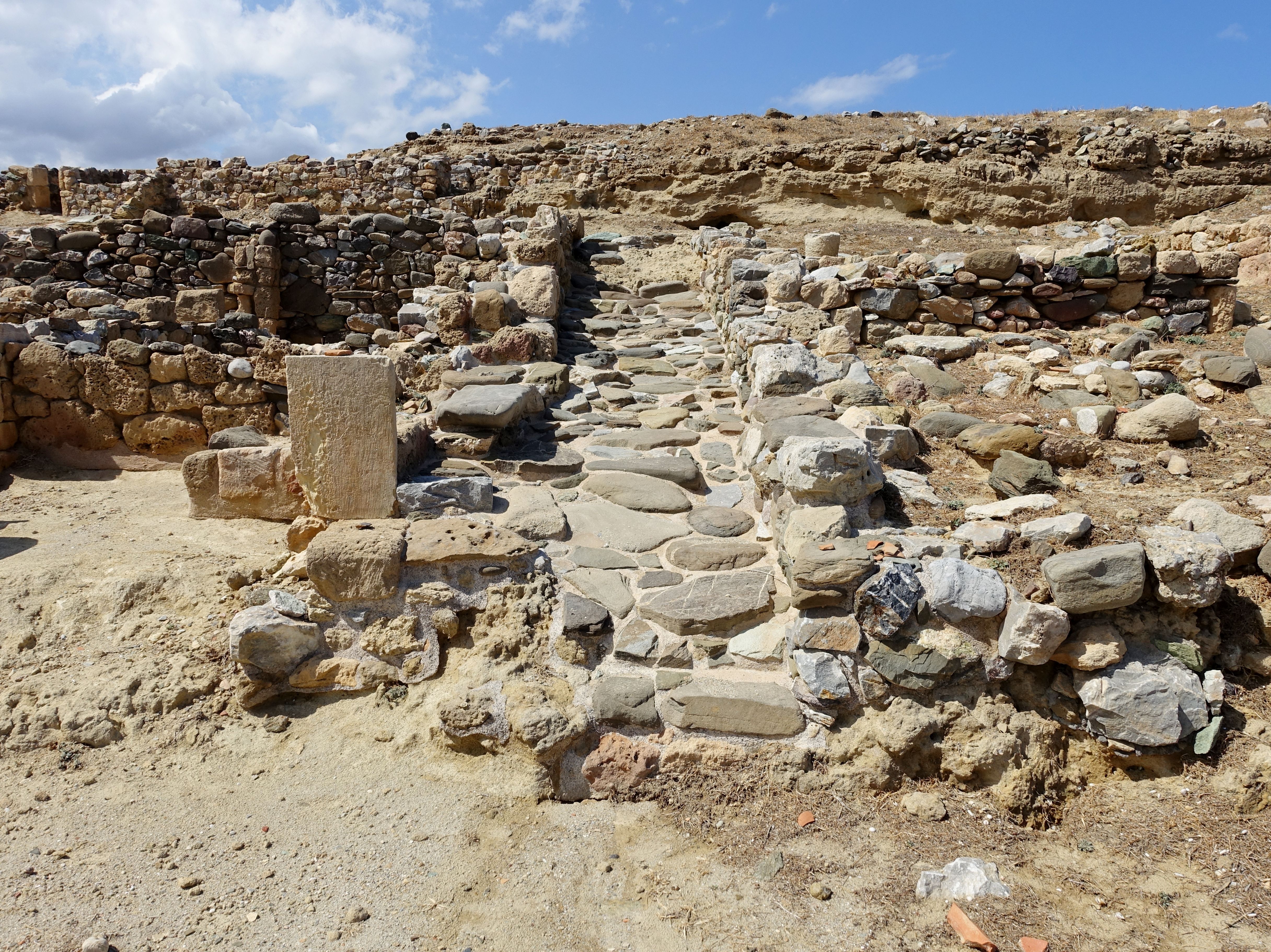
Straße Alpha (Α)
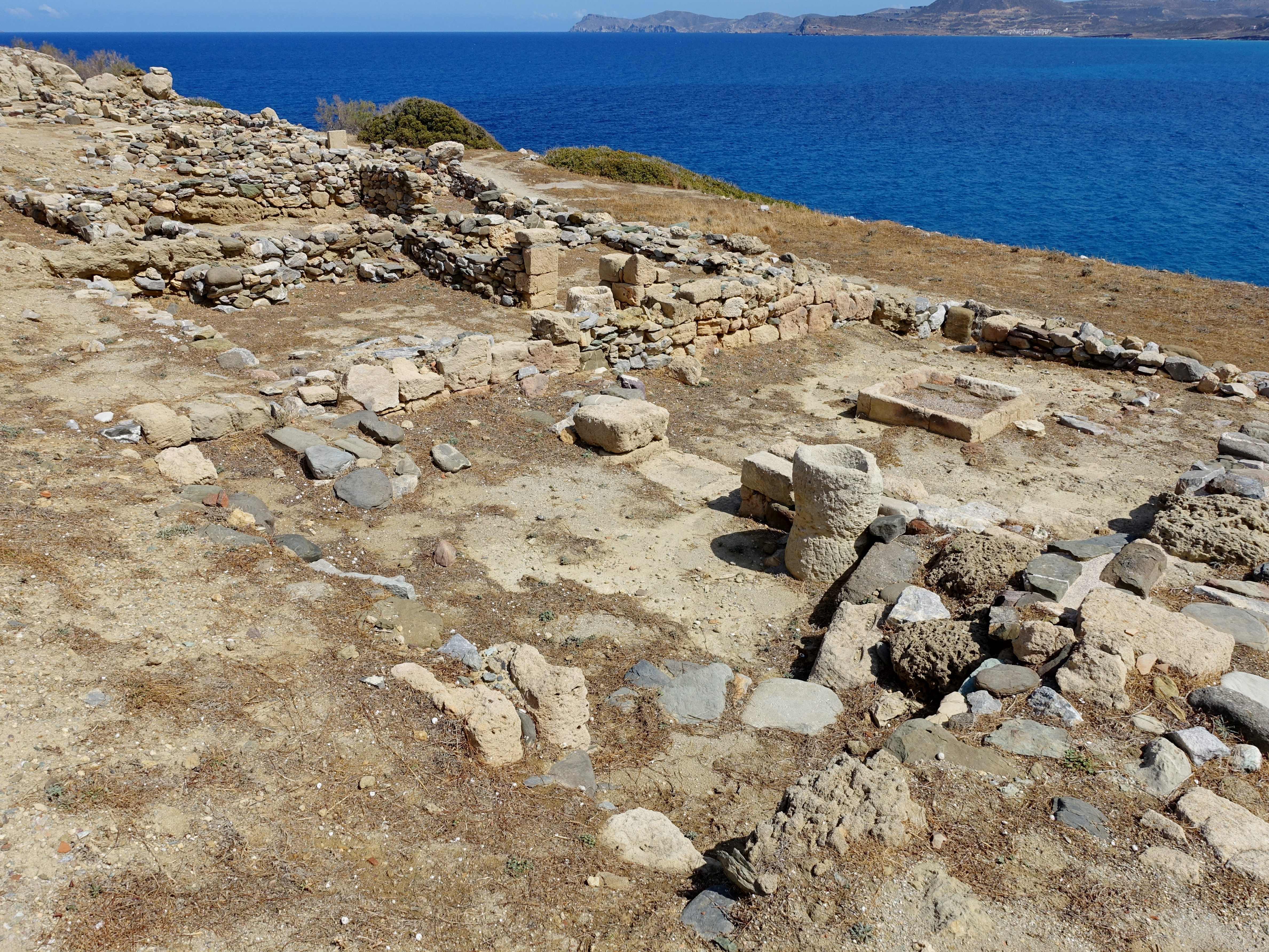
Komplex Beta 1 (Β1)
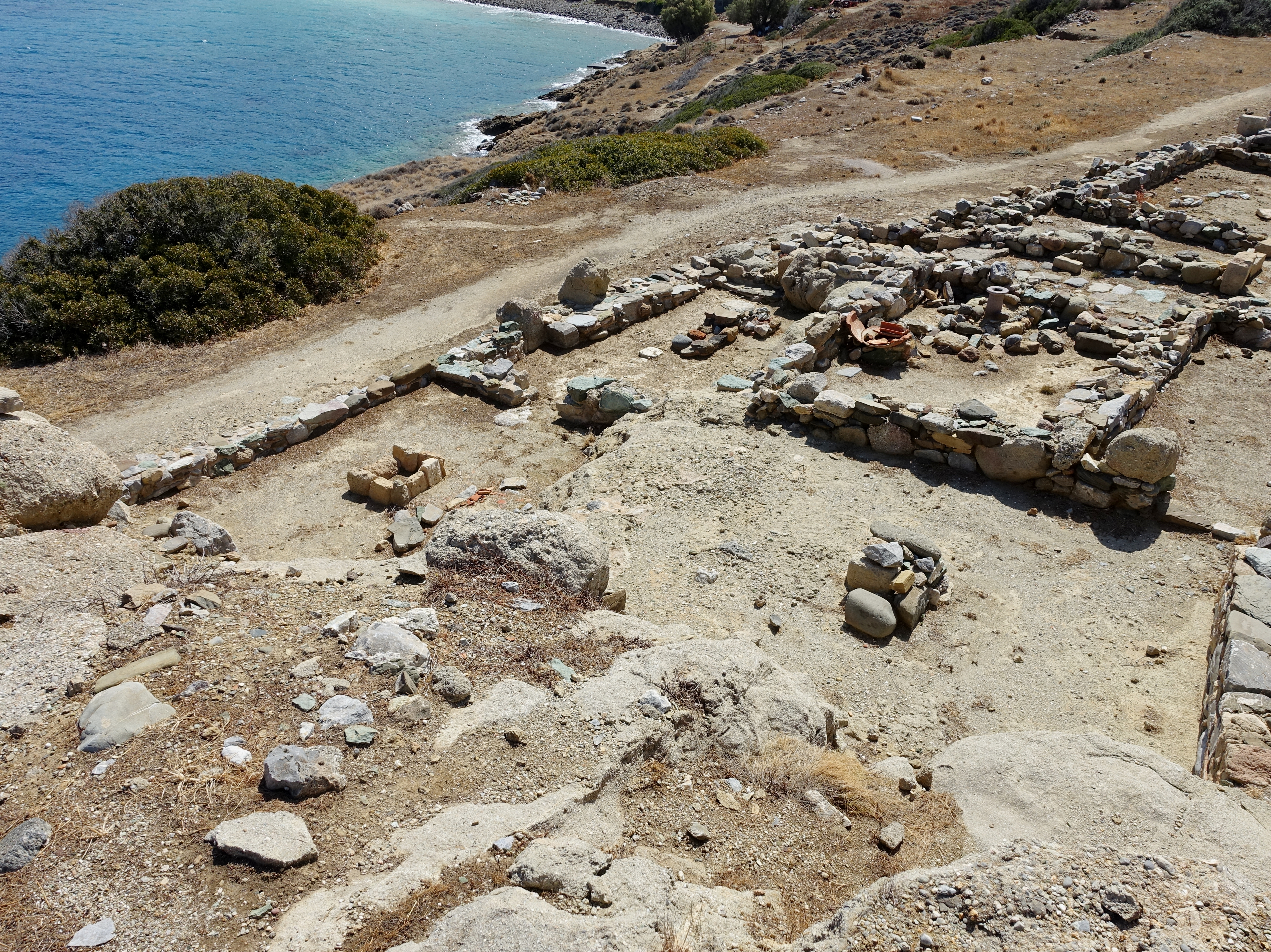
Komplex Epsilon (Ε)

## Einzelnachweise

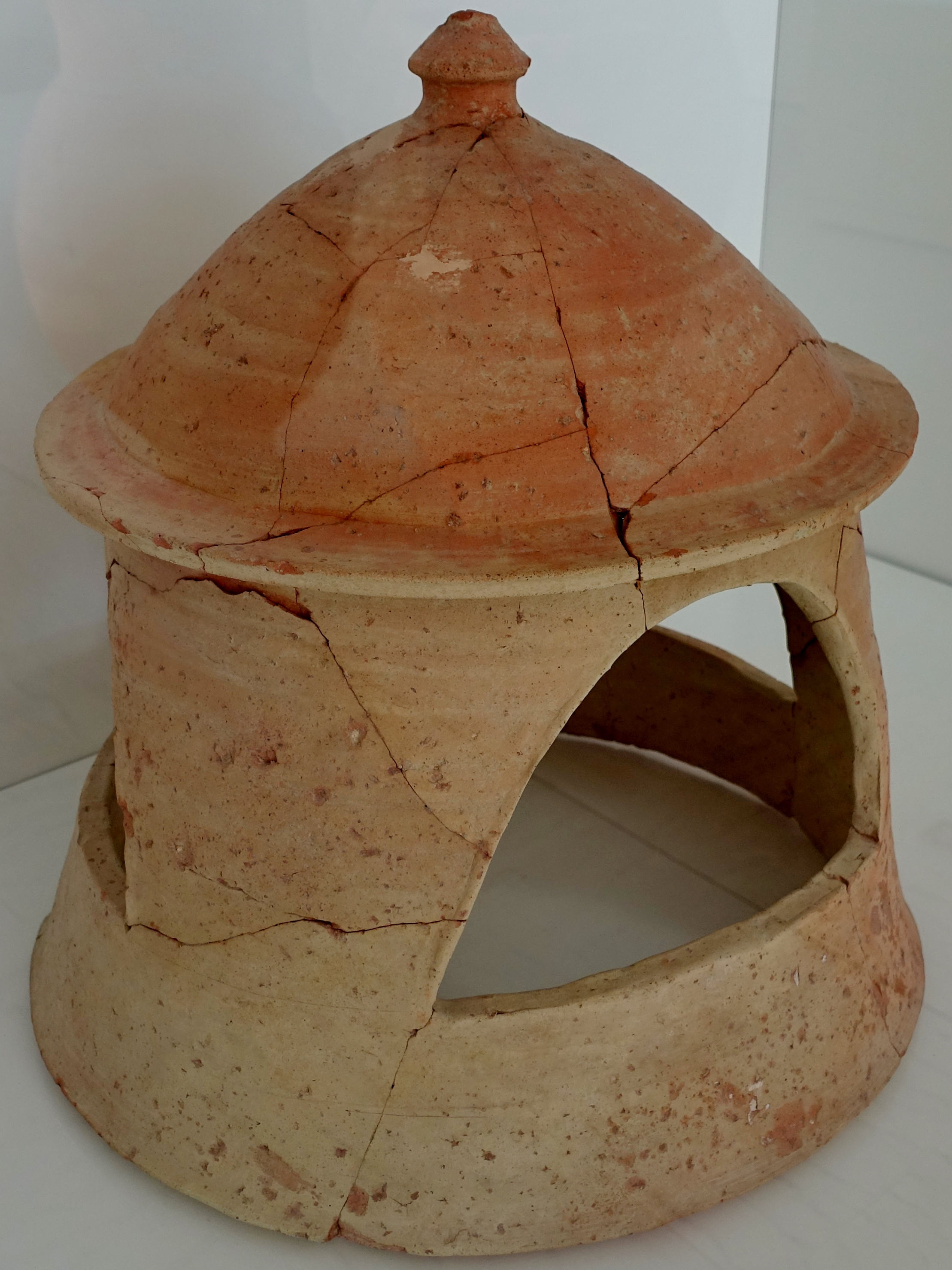
Fundstück aus Trypitos